# História da Sexualidade

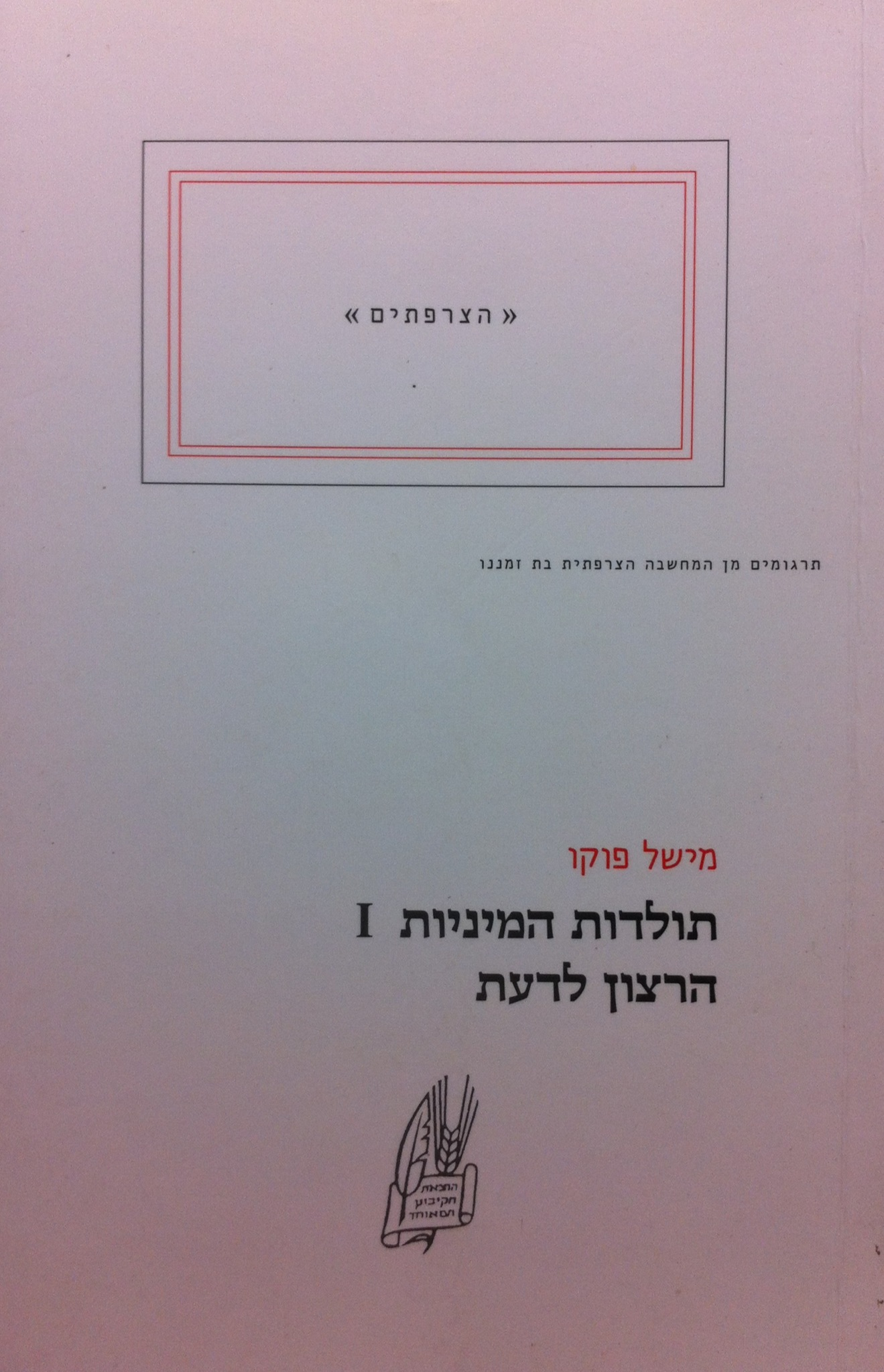
História da Sexualidade

História da Sexualidade é um estudo do filósofo e historiador francês Michel Foucault sobre a sexualidade no mundo ocidental.
A obra se divide em três tomos: o primeiro, A vontade de saber, foi publicado pela primeira vez em 1976, por Éditions Gallimard. Seguiram-se O uso dos prazeres e O cuidado de si - ambos publicados em 1984. O quarto tomo, que seria Os prazeres da carne não chegou a ser concluído e, como Foucault deixou manifesta em testamento a vontade de que nenhum de seus textos inacabados fosse publicado, o conteúdo do quarto tomo nunca foi divulgado.
Foucault estava interessado na criação do sujeito e na forma como o indivíduo é constituído. Em História da sexualidade ele defende a ideia de que, no mundo ocidental, durante os séculos XVIII e XIX, a identidade das pessoas começa a estar cada vez mais ligada à sua sexualidade.

## Volumes

### A vontade de saber
O tomo I analisa as ideias de Foucault quanto à "hipótese repressiva", a ideia de que a sociedade ocidental teria suprimido a sexualidade desde o século XVII até meados do século XX. Ele argumenta que essa hipótese é uma ilusão e que, na realidade, os discursos sobre a sexualidade proliferaram durante este período. Argumenta que, naquele momento, os especialistas começam estudar a sexualidade de forma científica, classificando os diversos tipos de sexualidade e incentivando as pessoas a confessarem seus sentimentos e condutas sexuais, no intuito de conhecer a "verdade" sobre o sexo.

### O uso dos prazeres
Explorando obras de filósofos gregos como Sêneca, Xenofonte, Platão e muitos outros, Foucault explica que o objetivo deste volume é desvendar o processo de estruturação da sexualidade como uma prática ética na cultura grega. Para tanto, o livro examina quatro práticas gregas: a dietética para compreender a relação do eu com o corpo, a economia como a gestão do casamento e das famílias, a erótica para explorar os códigos de conduta entre homens e meninos e, finalmente, a compreensão do amor verdadeiro na filosofia. Para Foucault, essa exploração das práticas gregas ilustra uma "história do sujeito desejante", crucial para a compreensão da construção moderna da sexualidade.

### O cuidado de si
Foucault discute textos como a Oneirocrítica (interpretação dos sonhos) de Artemidoro. Outros autores cujas obras são discutidas incluem Galeno, Plutarco e Pseudo-Luciano. Foucault descreve a Oneirocrítica como um "ponto de referência" para sua obra, um ponto que exemplifica uma forma comum de pensar.